# Monstera kessleri
Monstera kessleri är en kallaväxtart som beskrevs av Thomas Bernard Croat. Monstera kessleri ingår i släktet Monstera och familjen kallaväxter. Inga underarter finns listade.